# Stefania Gaspardo
Stefania Gaspardo (Pordenone, 8 giugno 1967) è un'ex cestista italiana.

## Carriera
Con l'Italia ha disputato i Campionati europei del 1997.